# Hibana discolor
Hibana discolor är en spindelart som först beskrevs av Cândido Firmino de Mello-Leitão 1929. 
Hibana discolor ingår i släktet Hibana och familjen spökspindlar. Inga underarter finns listade i Catalogue of Life.